# Idiopathische thrombozytopenische Purpura
Die idiopathische thrombozytopenische Purpura (ITP; auch Purpura haemorrhagica, thrombozytopenische Purpura, Autoimmunthrombozytopenie und immunthrombozytopenische Purpura) wird heute meist Immunthrombozytopenie oder Immunthrombopenie genannt und ist eine Autoimmunkrankheit, welche die Thrombozyten (Blutplättchen) betrifft. Thrombozytopenie (kurz: Thrombopenie) bezeichnet einen Mangel an Thrombozyten im Blut.
Man unterscheidet zwischen zwei Formen:
- die akute Immun-Thrombozytopenie, die vor allem Kinder betrifft, und
- die chronische Immun-Thrombozytopenie (nach Paul Gottlieb Werlhof, der das Krankheitsbild 1734/35 erstmals ausführlich beschrieben hatte, und Johann Ernst Wichmann auch Morbus Werlhof, Morbus maculosus Werlhofii, Werlhof-Krankheit, Werlhof-(Wichmann)-Syndrom genannt), die vor allem Erwachsene betrifft, aber auch im Kindesalter vorkommt (siehe Chronische Immun-Thrombopenie).

## Ursache und Häufigkeit
Die Immunthrombozytopenie ist die Folge eines Autoimmunprozesses, bei dem meist freie und thrombozytengebundene Antikörper (z. B. gegen die Adhäsionsmoleküle Gp IIb/IIIa) nachweisbar sind und die Lebensdauer der Thrombozyten verkürzen. Wenn die Erkrankung gemeinsam mit einer autoimmunhämolytischen Anämie auftritt, spricht man auch vom Evans-Syndrom.
Man hat beobachtet, dass der akuten Immunthrombozytopenie meist Infektionen des Atmungsapparats oder des Magen-Darm-Trakts vorausgehen; gelegentlich kommt sie auch nach Infektionen mit EBV, CMV oder HIV vor. Bei einer Maserninfektion beträgt das Risiko etwa 1:20.000 (nach einer MMR-Impfung 1:40.000). Möglicherweise induzieren kreuzreaktive Antigene von viralen Krankheitserregern durch molekulares Mimikry die Antikörperbildung (vor allem Immunglobulin G). Die akute Form tritt zumeist bei Kindern auf und betrifft das männliche und weibliche Geschlecht gleich häufig.
Bei von der chronischen Immunthrombozytopenie Betroffenen hat man gehäuft Infektionen des Magens mit Helicobacter pylori beobachtet, was jedoch nicht alle Krankheitsfälle erklären kann. Die Ursache für einen Großteil der Erkrankungen ist noch nicht geklärt. Die chronische Form (Erkrankungsdauer länger als sechs Monate wird als persistierende ITP, Erkrankungsdauer länger als 12 Monate wird als chronische ITP bezeichnet) betrifft bevorzugt Erwachsene und dabei zu 75 Prozent Frauen. Im Jahr treten unter einer Million Einwohner etwa 100 Fälle auf.
Da man heute als auslösende Ursache Virusinfektionen bzw. die daraus resultierenden Autoimmunreaktionen annimmt, setzt sich Immunthrombozytopenie mehr und mehr gegenüber der alten Bezeichnung idiopathische thrombozytopenische Purpura (auch essentielle Thrombopenie) durch.
Die Immunthrombozytopenie wird auch als seltene, aber ggf. schwere Nebenwirkung einer Behandlung mit Alemtuzumab beschrieben bei Patienten mit aktiv schubförmig-remittierender Multipler Sklerose, die 14 bis 36 Monate nach der ersten Alemtuzumab-Infusion auftreten kann.
Im Zuge der COVID-19-Pandemie wurden seltene Fälle von nach und mutmaßlich durch COVID-19-Infektion ausgelöster ITP diskutiert.

## Klinisches Bild
Die Beschwerden bei der ITP können sehr unterschiedlich sein. Als Folge des erhöhten Blutplättchenabbaus kommt es zu einer Verminderung der Thrombozyten und somit einer erhöhten Blutungsneigung. Punktförmige Blutungen (Petechien) in der Haut, vor allem der Beine, und Schleimhäute, vor allem im Rachenbereich, gaben der Erkrankung ihren Namen.
Weitere Symptome können Nasenbluten oder eine verlängerte Regelblutung sein. Bedrohlich wird die Erkrankung, wenn Gehirnblutungen oder Blutungen im Magen-Darm-Trakt auftreten.
Klinische Erscheinungen treten oft erst bei Thrombozytenzahlen von unter 30.000/µl auf. Bei Werten unterhalb von 10.000/µl können lebensbedrohliche Blutungen auftreten, sind aber auch hier extrem selten. Bei Gesunden finden sich 150.000 bis 350.000 Thrombozyten im Mikroliter Blut.

## Therapie
Häufig ist keine Therapie notwendig, weil es zu einer Spontanheilung kommt. Insgesamt ist die Heilungsrate mit 70 % bis 80 % relativ gut, wobei jedoch wegen der Selbstheilungsrate ein direkter Zusammenhang mit der Therapie schwer nachweisbar ist.

### Glucocorticoide
Eine Behandlung der ITP (bei Thrombozyten unter 30.000/Mikroliter und/oder Blutungen) beginnt meist mit einer Verabreichung von Glucocorticoiden. In den aktuellen Leitlinien wird eine Therapie zum Beispiel mit Prednison als erste Therapiemöglichkeit empfohlen. Corticoide führen fast immer zu einem Anstieg der Thrombozytenzahl, sind wegen der Nebenwirkungen als Dauertherapie aber kritisch zu sehen.

### Thrombopoietin-Rezeptor-Agonisten
Eine weitere Behandlungsmöglichkeit besteht in der Gabe von nicht-strukturanalogen Thrombopoietinpräparaten (z. B. Eltrombopag, Romiplostim, Avathrombopag), so genannten Thrombopoietinanaloga. Diese Behandlung wird häufig nach Versagen von Glucocorticoiden angewendet.

### Immunsuppressiva
Das Immunsuppressivum Mycophenolat Mofetil (MMF) wurde erfolgreich bei ITP-Patienten geprüft. In der multizentrischen, randomisierten FLIGHT-Studie wurde eine primäre Cortisonbehandlung mit einer Kombination von MMF und Cortison verglichen. Die Response-Rate stieg von 22 % auf 44 %. MMF ist in der BRD noch nicht für die Behandlung der ITP zugelassen (Stand 3. Juli 2022).

### Zytostatika
In schweren Fällen kann die Verabreichung von Zytostatika zur Unterdrückung der autoantikörperproduzierenden Zellen notwendig sein.

### Target-Therapie
In einigen Fällen hat sich die Verabreichung von monoklonalen Antikörpern wie Rituximab, auch in Kombination mit einer anschließenden Gabe von Immunglobulinen, als nachhaltig erfolgreich und zudem schonender gegenüber der alternativen Zytostatika-Behandlung erwiesen. In einem Review wurde für die Target-Therapie eine Erfolgsrate von 40 % ermittelt.

### Helicobacter-Eradikation
Bei positivem Helicobacter pylori (HP)-Befund sollte eine HP-Eradikation durchgeführt werden. Dies führt bei 1/3 der Patienten zu einem Anstieg der Thrombozyten.

### Immunglobuline
Eine weitere Möglichkeit ist der Einsatz einer Immunglobulintherapie.  Eine neue Behandlungsmöglichkeit stellt die intravenöse Gabe von Anti-D-Immunglobulin dar. Hierbei ist sowohl die Ansprechrate als auch die Dauer des Anstiegs der Thrombozytenzahl besser als bei der Therapie mit polyvalenten Immunglobulinen.

### Splenektomie
Seit über 50 Jahren wird bei schweren, therapieresistenten Fällen die Splenektomie durchgeführt. Kojouri und Mitarbeiter ermittelten in einem Review in 66 % einen totalen Response. Allerdings muss eine gewisse Komplikationsrate des chirurgischen Eingriffs berücksichtigt werden. Die Begründung für die Entfernung der Milz (Splenektomie) ist eine häufige Fehlfunktion im Immunsystem, welche zu einem Abbau von Thrombozyten in der Milz führt. In jedem Fall ist es ratsam, vor der Splenektomie ein Szintigramm mit durch Radionuklide markierten (idealerweise eigenen) Thrombozyten durchzuführen, denn die Fehlfunktion kann auch in einem Lymphknoten liegen, der somit lokalisiert werden kann.

### Thrombozyten-Transfusion
Bei schweren, lebensbedrohlichen Blutungskomplikationen kann eine Gabe fremder Thrombozyten (Transfusion von Thrombozyten-Konzentraten von Blutspendern) erwogen werden. Diese können allerdings die Bildung der Autoantikörper zusätzlich stimulieren und dadurch den Krankheitsverlauf verschlechtern. Daher lehnen einige Autoren die Transfusion von Thrombozyten bei ITP grundsätzlich ab.

## Differentialdiagnosen
Weitere Erkrankungen, die zu gleichen oder ähnlichen Symptomen und Laborwerten führen können, sind insbesondere:
- Thrombotisch-thrombozytopenische Purpura (TTP)
- Hämolytisch-urämisches Syndrom (HUS)
- Heparin-induzierte Thrombozytopenie
- Glanzmann-Thrombasthenie